# Jesús Oviedo Berenguer
Jesús Oviedo Berenguer (2 de octubre de 2001) es un deportista español que compite en tiro, en la modalidad de rifle. En los Juegos Europeos de Cracovia 2023 consiguió una medalla de plata en la prueba de rifle 10 m mixto.

## Palmarés internacional
| Juegos Europeos | Juegos Europeos     | Juegos Europeos  | Juegos Europeos  |
| Año             | Lugar               | Medalla          | Prueba           |
| --------------- | ------------------- | ---------------- | ---------------- |
| 2023            | Breslavia (Polonia) | Medalla de plata | Rifle 10 m mixto |